# NA-132-A
La NA-132-A es una carretera de interés para la Comunidad Foral de Navarra, con una longitud de 27,3 kilómetros. Conecta la población de Estella con la frontera alavesa en Zúñiga, desde donde continúa como  A-132  hasta Vitoria. Antes de la transferencia de las carreteras comarcales a las diputaciones forales esta carretera fue parte de la antigua comarcal  C-132  que unía Vitoria con Lumbier por Estella y Tafalla. Asímismo, el tramo desde Vitoria hasta Acedo era compartido con la  C-123  (Vitoria-Lodosa-Valverde).

## Recorrido
| Id.      | PK | Salida                | Dirección                                                    |                   |
| -------- | -- | --------------------- | ------------------------------------------------------------ | ----------------- |
| NA-132-A | 0  |                       | NA-120 Beasáin, Echarri-Aranaz Andía Monasterio de Iranzu    |                   |
| NA-132-A | 0  |                       | Hospital                                                     |                   |
| NA-132-A | 1  |                       | NA-718 Zudaire, Olazagutía Sierra de Urbasa Puerto de Urbasa |                   |
| NA-132-A | 2  |                       | NA-7454 Arbeiza                                              |                   |
| NA-132-A | 2  | Travesía de Zubielqui | Travesía de Zubielqui                                        |                   |
| NA-132-A | 6  |                       | NA-132-B Igúzquiza Pamplona, Logroño                         |                   |
| NA-132-A | 7  |                       | NA-7452 Labeaga                                              |                   |
| NA-132-A | 7  |                       | NA-7310 Zufia, Ganuza                                        |                   |
| NA-132-A | 10 |                       | La Cascajera                                                 |                   |
| NA-132-A | 10 | Travesía de Murieta   | Travesía de Murieta                                          |                   |
| NA-132-A | 11 |                       | NA-7455 Abáigar San Andrés de Learza                         |                   |
| NA-132-A | 12 |                       | NA-7244 Mendilibarri                                         |                   |
| NA-132-A | 14 | Travesía de Ancín     | Travesía de Ancín                                            |                   |
| NA-132-A | 14 |                       | NA-6340 Legaria, Oco, Allo                                   |                   |
| NA-132-A | 14 |                       | Polígono industrial                                          |                   |
| NA-132-A | 19 | Travesía de Acedo     | Travesía de Acedo                                            | Travesía de Acedo |
| NA-132-A | 19 |                       | NA-7240 Galbarra                                             |                   |
| NA-132-A | 19 |                       | NA-129 Los Arcos, Logroño Acedo Circuito de Navarra          |                   |
| NA-132-A | 25 |                       | NA-7191 Zúñiga                                               |                   |